# Mistrz Ołtarza Landau
Mistrz Ołtarza Landau – niemiecki malarz anonimowy aktywny w latach 1450-1484 w Norymberdze. 
Swój przydomek otrzymał od skrzydeł ołtarza z kościoła parafialnego pw. Świętej Katarzyny w Norymberdze ufundowanych przez rodzinę Landau. W części centralnej ołtarza Znajduje się rzeźba Chrystusa na Krzyżu a pod nim sześć figur świętych. Skrzydła ukazują sceny Bożego Narodzenia (z lewej strony) i Zmartwychwstania (z prawej strony). Na zewnętrznej stronie skrzydeł znajdują się sceny ze św. Katarzyną i Ukrzyżowanie Chrystusa.  Na obrazie ukazującym Zmartwychwstanie znajduje się miniaturowy portret jednego z donatorów Elżbiety Landau. Ukazana została w habicie zakonnicy co nawiązywało do Klasztoru Świętej Katarzyny w Norymberdze, do którego wstąpiła po śmierci męża w 1468 roku i gdzie zmarła w 1475 roku. Portret donatora Marx Landauera znajduje się w scenie Narodzin Chrystusa.